# Међународни дан бабица
Међународни дан бабица се сваке године обележава 5. маја, а установила га је 1992. године Међународна конфедерација бабица да прослави и подигне свест о занимању бабице.
Обележавање прати преко 50 нација широм света, као и међународне организације као што су СЗО и Фонд Уједињених нација за становништво. Тема се бира сваке године. На пример, тема 2023. била је „Поново заједно: од доказа до стварности“. Међународна конфедерација бабица је дистрибуирала графичке пакете преко друштвених медија како би подстакла интересовање на мрежама.
Догађаји прославе често укључују семинаре и дружења за бабице, између осталих активности. На пример, прослава 2011. године на Малти укључивала је јавну демонстрацију од пет километара, од луке Пиета до Сан Ђиљана да би се подигла свест јавности, након чега је уследио семинар о лактацији и нези коже за новопечене мајке, и друштвени догађај „вино и вечера“. На прослави 2023. у округу Мериленд, у Либерији, бабице су се састале са локалним школарцима. Догађаји се понекад одржавају на даљину путем видео конференције. Дана 5. маја 2022, градске већнице Бристола и Белфаста засветлеле су се у бојама Краљевског колеџа бабица, како би обележиле тај догађај.

## Улога и значај бабица
Најважнији фактор у заустављању смрти мајки и новорођенчади које је могуће спречити: приступ бабицама. Па ипак, свету недостаје 900.000 ових основних пружалаца услуга. Оно што је сада неопходно је политичка воља да се прошире редови и домет бабица широм света.
Као пружаоци основних услуга, бабице би требало да буду потпуно интегрисане у систем здравствене заштите. Добро обучене бабице пружају кључну репродуктивну здравствену заштиту, штитећи здравље и људско достојанство жена и њихових породица. Преко мобилних клиника и телемедицине, услуге бабице могу да допру до маргинализоване и удаљене популације.
Ипак, ови кључни пружаоци услуга – углавном жене – често су недовољно плаћени и потцењени. Јачање радне снаге бабица захтева улагање у образовање и обуку, праведне плате и безбедно радно окружење које подржава и поштује.
Улагање у бабице води у свет у коме је свака трудноћа жељена и сваки порођај безбедан.
У око 125 земаља, Фонд Уједињених нација за становништво унапређује бабице јачањем квалитетног образовања, прописа и политике радне снаге и изградњом јаких националних удружења бабица.